# فوتوشي إيكيدا
فوتوشي إيكيدا (باليابانية: 池田 太) (4 أكتوبر 1970 في طوكيو في اليابان – )؛ هو لاعب كرة قدم ياباني سابق كان يلعب كمدافع.

## وصلات خارجية
- فوتوشي إيكيدا على موقع رابطة كرة القدم اليابانية للمحترفين (اليابانية)
- فوتوشي إيكيدا على موقع قاعدة بيانات كرة القدم.إي يو (الإنجليزية)
- فوتوشي إيكيدا على موقع Soccerway.com (الإنجليزية)
- فوتوشي إيكيدا على موقع عالم كرة القدم.نت (الإنجليزية)